# ザビーネ・ブッシュ
ザビーネ・ブッシュ (Sabine Busch、1962年11月21日-)は、東ドイツの陸上競技選手である。400mと400mハードルを得意とする選手であり、1985年には400mハードルで、53秒55の世界新記録を樹立した。

## 実績
| 年   | 大会                     | 場所                           | 種目         | 結果 | 記録    |
| ---- | ------------------------ | ------------------------------ | ------------ | ---- | ------- |
| 1982 | ヨーロッパ陸上選手権     | アテネ（ギリシャ）             | 4×400mリレー | 金   | 3:19.05 |
| 1983 | 世界陸上選手権           | ヘルシンキ（フィンランド）     | 4×400mリレー | 金   | 3:19.73 |
| 1985 | IAAFワールドカップ       | キャンベラ（オーストラリア）   | 400mハードル | 1位  | 54.44   |
| 1986 | ヨーロッパ陸上選手権     | シュトゥットガルト（西ドイツ） | 400mハードル | 銀   | 53.60   |
| 1986 | ヨーロッパ陸上選手権     | シュトゥットガルト（西ドイツ） | 4×400mリレー | 金   | 3:16.87 |
| 1987 | 世界陸上選手権           | ローマ（イタリア）             | 4×400mリレー | 金   | 3:18.63 |
| 1987 | IAAFグランプリファイナル | ブリュッセル（ベルギー）       | 400mハードル | 1位  | 54.28   |
| 1988 | オリンピック             | ソウル（韓国）                 | 400mハードル | 4位  | 53.69   |
| 1988 | オリンピック             | ソウル（韓国）                 | 4×400mリレー | 銅   | 3:18.29 |

## 自己ベスト
- 400m　49.24秒　(1984年)
- 400mハードル　53.24秒　(1987年)